# 横井明
横井 明（よこい あきら、1935年8月9日 - 2008年1月21日）は、日本の実業家。トヨタ自動車取締役副社長、豊田自動織機取締役会長、中部経済連合会副会長、日本経団連常任理事などを務めた。

## 人物・経歴
愛知県出身。愛知県立刈谷高等学校を経て、横浜国立大学経済学部卒業後、トヨタ自動車販売（現トヨタ自動車）入社。トヨタ・キジャン生みの親として知られる。1986年トヨタ自動車取締役。1992年トヨタ自動車常務取締役。1996年トヨタ自動車取締役副社長。1999年豊田自動織機取締役副会長。2000年東海日中貿易センター会長。2001年豊田自動織機取締役会長、愛知製鋼監査役、トヨタ車体監査役。2002年名古屋スウェーデン名誉領事。中部経済連合会副会長、日本経団連常任理事なども務めた。2004年には中部経済連合会会長に内定したが健康上の理由で辞退した。2005年豊田自動織機相談役。2008年愛知県刈谷市の病院で死去。名古屋観光ホテルでお別れの会が、トヨタ産業技術記念館で偲ぶ会が開催され、奥田碩元トヨタ自動車代表取締役社長により弔辞が読まれた。